# Travis (banda)
Travis es una banda británica de rock alternativo originaria de Glasgow, Escocia, compuesta por Francis Healy, Andy Dunlop, Dougie Payne y Neil Primrose.
Travis ha sido galardonado dos veces con el premio al álbum del año en los Brit Awards y, a menudo, se les da el crédito de ser la banda que preparó el camino para otras bandas británicas, como Coldplay y Keane. El grupo ha lanzado nueve álbumes de estudio: Good Feeling (1997), The Man Who (1999), The Invisible Band (2001), 12 Memories (2003), The Boy with No Name (2007), Ode to J. Smith (2008), Where You Stand (2013), Everything At Once (2016) y 10 Songs (2020).
También editó un disco en vivo: Live in Glastonbury 99 (2019), un compilado con temas inéditos: Singles (2004)

## Historia

### Formación y primeros años (1990-1995)
La banda que se convertiría en Travis (inicialmente llamada "Running Red", y luego, "Glass Onion") fue inicialmente formada por los hermanos Chris y Geoff Martyn. Andy Dunlop, un amigo de la escuela, fue puesto en la guitarra, seguido de Neil Primrose en la batería. La formación de la banda estuvo completada por una vocalista, y la banda entonces cambió su nombre a "Glass Onion" ("Glass Onion" es el nombre de una canción de los Beatles escrita y cantada por John Lennon). 
Después de la despedida de su cantante, la banda organizó una audición para un nuevo vocalista. Primero conoció a Francis Healy, un estudiante de arte, y lo invitó a las audiciones. Healy se incorporó a la banda el mismo día en que entró a la Escuela de Arte de Glasgow, en el otoño de 1991. Luego de dos años Healy se retiró de la Escuela de Arte para seguir a tiempo completo su carrera como músico. Las primeras canciones escritas por Healy se inspiraron en canciones de Joni Mitchell. Con los hermanos Chris y Geoff Martyn en el bajo y en los teclados, en 1993, la banda lanzó "The Glass Onion EP". Se hicieron 500 copias y hoy en día se pueden encontrar a más de 1000 libras esterlinas cada una. Después del lanzamiento de su primer EP, la banda cambió de nombre nuevamente, llamándose definitivamente "Travis" - en homenaje al papel de Harry Dean Stanton en la película "Paris, Texas".

### Good Feeling(1996-1998)
En octubre de 1996, Travis grabó su EP "All I Want to Do Is Rock" seguido por su primer álbum: Good Feeling. "Good Feeling" presentó a Travis de forma fresca y entretenida, con canciones emblemáticas del disco como "All I Want to Do Is Rock", "More Than Us", "U16 Girls" o "Tied to the 90s" entre otras. 
Probablemente la única canción del disco que presagiaba cómo sería el sonido de Travis en su siguiente material haya sido "More Than Us", una balada melódica y romántica que aparecía hacia el final y rompía con el sonido desenfadado y casi hasta bailable del resto del disco.
La banda ganó notable popularidad con la salida de este disco, logró captar la atención de numerosos oyentes británicos y de artistas que estaban en su auge en ese entonces, como el guitarrista de la banda inglesa Oasis, Noel Gallagher, que invitó a la banda a unirse a su gira con el papel de teloneros.

### The Man Who(1999-2000)
Dos años más tarde, en 1999, Travis volvería a la escena musical con su segundo álbum, The Man Who. Alabado por la crítica, el disco llevó sobre sí mismo varios éxitos de ventas, como: "Writing to Reach You", "Driftwood", "Why Does It Always Rain On Me?" (este llegó a estar en el número 1 de las canciones populares británicas) y "Turn". 
Este disco contenía sencillos tan famosos como "Why does it always rain on me?" (que se podría decir que fue su primer sencillo famoso) o "Turn". A diferencia de su antecesor Good Feeling, The Man Who manifiesta una evolución musical importante, dejando la inmadurez y simplicidad de las canciones de su primer álbum por sonidos más suaves y rebuscados y letras más maduras. Travis fue influenciado principalmente por Oasis, Radiohead y The Beatles para la realización de este disco, que amplió su popularidad en el Reino Unido al ser un álbum con gran cantidad de copias vendidas.
Como broche de oro, el disco tenía una canción escondida llamada "Blue Flashing Light", que se podía escuchar un par de minutos después de haber terminado oficialmente el disco, y que no fue incluida en el mismo por tratarse de una canción notablemente cruda y ruidosa, que toca temas tan serios e importantes como el maltrato doméstico, pero que no encajaba con la línea melódica y mansa de las canciones de The Man Who.

### The Invisible Band(2001-2002)
En el 2000, como lanzamiento intermedio entre 'The Man Who' y el próximo disco de Travis, la banda lanzó el sencillo "Coming Around", que muestra a un Travis con su sonido intacto respecto a su trabajo anterior.
Este sencillo fue únicamente lanzado en el Reino Unido.
El título del siguiente álbum de Travis, The Invisible Band (2001), nuevamente producido por Nigel Godrich, refleja el genuino pensamiento de la banda sobre su música - la canción - es más importante que la banda detrás de ella. Apareciendo canciones como "Sing" (la canción más emitida en las radios británicas ese verano), "Side", "Flowers in the Window", "Indefinitely", "Pipe Dreams" y "The Cage", y grabado en los Ocean Ways Studios en Los Ángeles, el álbum se posicionó número 1 en las listas británicas.
En el 2001, tras terminar la gira en la que se presentó 'The Man Who', Travis volvió al estudio a trabajar en lo que sería su tercer álbum, 'The Invisible Band' (cuyo nombre hace referencia a que, aun teniendo éxitos en los medios británicos, Travis siguió siendo una banda "desconocida"). Este disco es una continuación de su trabajo discográfico anterior, con algunos toques interesantes de optimismo y naturalidad en sus melodías y en sus letras. Se destacaron canciones como "Sing", "Side", "Flowers in the window", "Safe", "Follow the Light" o "Pipe Dreams". En este disco Travis se arriesga a utilizar una instrumentación más variada (por ejemplo: usar el banjo en dos canciones) y otros sonidos más relacionados con la naturaleza. 
El éxito principal de este disco, sin duda alguna, fue la canción "Sing", primer sencillo del mismo, que recorrió varios países situándose en las primeras posiciones en las listas de algunos de ellos, pero sin conseguir el mismo éxito que 'Why Does It Always Rain On Me?'. El disco fue duramente criticado por la prensa británica, ya que no presentaba cambios considerables en cuanto a su sonido y sonaba de forma muy parecida a su antecesor 'The Man Who'.
Esto le dio la oportunidad a bandas nuevas en ese entonces para darse a conocer, como Coldplay u otras, notablemente influenciadas por el cuarteto escocés. Aun así, 'The Invisible Band' tuvo un éxito comercial, llegando a la primera posición de las listas británicas, con sencillos como "Sing", "Side" y "Flowers in the Window".
Como fruto de su exitosa gira de presentación de "The invisible band", Travis editó un DVD llamado "More than us - Live in Glasgow", el cual documenta una histórica presentación en su ciudad natal como banda principal en el festival Glasgow Green del 2001.

### 12 Memories(2003) ySingles(2005)
Tras la gira en la que Travis presentó su tercer álbum, la banda entró en un estado de cansancio ya que durante 6 años no había parado sus presentaciones en vivo y grabaciones. Se planeaba la cercana salida del que habría sido el cuarto sencillo de 'The Invisible Band', "Pipe Dreams", cuando el accidente de uno de los miembros de la banda hizo abandonar dichos planes. El baterista de la banda, Neil Primrose, fue encontrado en una piscina de un hotel de Francia, con tres vértebras del cuello rotas. El estado de Primrose era grave, los informes médicos indicaban que el baterista se quedaría paralítico de por vida, el vocalista de la banda, Fran Healy, admitió ante los medios que la banda desaparecería si Primrose no se recuperaba del accidente.Como buena noticia para la banda, tras su operación, Primrose fue evolucionando favorablemente y poco tiempo después volvió a realizar ensayos.
Después de un tiempo, en el 2002, la banda decidió alejarse de la ciudad para reflexionar sobre su estado actual y reivindicarse como tal. En efecto, el accidente de Primrose produjo que la banda renovara su sonido y dejara atrás el sonido de 'The Man Who'. El producto de este estado de aislamiento y de meses de grabación en estudios diferentes pero que conservaban dicho estado, fue su cuarto trabajo discográfico, "12 Memories" (2003). Artísticamente, este álbum es para algunos la principal "competencia" para el álbum 'The Man Who', ya que este también es una evolución importante en el sonido de la banda. Entre las canciones más destacadas del disco se encuentran: "Re-Offender", "Quicksand", "The Beautiful Occupation", "How Many Hearts", "Happy to Hang Around" o "Peace the Fuck Out".
El disco presenta un sonido más moderno y más eléctrico que los anteriores (incluyendo 'Good Feeling'), así como también un sonido más oscuro y depresivo acompañado de letras que acentúan este estado de ánimo (claramente influenciado por el accidente de Primrose). También es el primer disco en el cual Travis presenta su posición ante la guerra y sobre el estado del mundo en ese entonces. Canciones como "The Beautiful Occupation" o "Peace the Fuck Out" son un ejemplo de la influencia que la guerra produjo en el vocalista de la banda, Fran Healy, así como también lo hizo en sus otros integrantes. Aun siendo este disco un gran paso para la banda escocesa (artísticamente), el disco no tuvo el mismo éxito comercial que sus antecesores 'The Man Who' y 'The Invisible Band', llegando a alcanzar el puesto 4 en las listas de discos británicas. Los sencillos extraídos del álbum '12 Memories' fueron: "Re-Offender", "The Beautiful Occupation" y "Love Will Come Through".
'12 Memories' es importante en la historia de Travis ya que le dio popularidad suficiente como para visitar lugares en los que nunca habían estado.
En el 2005, Travis cierra una etapa musical sacando a la venta su quinto disco, "Singles", un compilado de todos los sencillos lanzados hasta el momento. El disco, además, cuenta con dos canciones nuevas: "Walking in the Sun" que fue lanzada como sencillo antes de la salida de 'Singles', y una canción adicional llamada 'The Distance', que no sería lanzada como sencillo y en la cual el bajista Douglas Payne toma el lugar de vocalista.
'Walking in the Sun' aparenta ser un regreso de Travis al sonido de 'The Man Who' y 'The Invisible Band'. 'The Distance' es una gran canción en el disco, totalmente a la altura de los mismos sencillos, y también muestra el regreso de Travis a su antiguo sonido.
Esta recopilación fue criticada de forma negativa y positiva por la prensa, ya que algunos opinan que muestra la pérdida de creatividad en Travis y otros creen que únicamente es un compacto dirigido a los fanes y a aquel que quiere conocer a la banda.

### The Boy with No Name(2007)
El 7 de mayo de 2007, salió a la luz el quinto álbum de estudio de Travis, The Boy With No Name, siendo sus canciones más destacadas Closer y My eyes. Este nuevo trabajo se grabó en los estudios Rak de Londres, con Nigel Godrich en la producción y contiene un dueto con la cantante escocesa KT Tunstall y otro con Brian Eno.
La presentación del disco en España tuvo lugar el 12 de junio en la carpa Movistar de Barcelona. Posteriormente, volvieron a la ciudad condal el 23 de septiembre, donde tocaron al aire libre por las fiestas de la Mercè. Ambos conciertos fueron muy similares. Unos días más tarde, volvieron a España, concretamente a Córdoba, Madrid y Zaragoza. El concierto en Madrid se celebró el 5 de octubre de 2007 en la sala la Riviera. Ahí los escoceses tocaron temas de todos sus discos. Además tocaron temas como el "Hit Me Baby One More Time" de Britney Spears o el "Back in Black" de AC/DC con el que cerraron el concierto.
En noviembre de 2007, se presentaron, junto a The Killers y Starsailor en Santiago de Chile y Buenos Aires, Argentina, respectivamente, en multitudinarios conciertos en el marco de los festivales "Fénix" (Chile) y "Yeah" (Argentina), con muy buena respuesta por parte del público, que provenía no sólo de Chile y Argentina, sino también de otros países sudamericanos. Asimismo, se presentaron como teloneros de R.E.M. en Lima (Perú) en noviembre de 2008 en un apoteósico concierto.

### Ode to J. Smith(2008)
Francis Healy y los suyos han llamado Ode To J. Smith a su sexto trabajo, que fue publicado el 29 de septiembre de 2008 y que fue el segundo que publicaron con apenas doce meses de separación con respecto al anterior, tras pasarse cuatro años sin publicar material inédito. Durante esos cuatro años, el cantante Francis Healy tuvo un hijo y viajó a África como cooperante. En noviembre de 2008 volvieron a Sudamérica presentándose junto a R.E.M. en festivales de Perú y Venezuela.

El primer Sencillo de Ode To J. Smith se llamó Something Anything y se pudo escuchar junto con la pista que da nombre al álbum en su MySpace.

El sencillo Something Anything fue publicado en formato CD, Vinilo de 7" y en formato digital, el 15 de septiembre de 2008. Su segundo sencillo, Ode to J.Smith, vio la luz poco después. La lista de singles fue completada poco después con Song to Self, el tercero de la banda.

### Where You Stand(2013)
Fue lanzado primeramente el pre-sencillo "Another Guy" de próximo séptimo álbum de la banda fue lanzado como una descarga gratuita desde el sitio web oficial de la banda el 20 de marzo de 2013. El 25 de abril de 2013, se reveló que el nuevo álbum Where You Stand puesto a la venta el 19 de agosto de 2013, y que el primer sencillo del mismo nombre "Where You Stand", fue lanzado el 30 de abril.

### 10 Songs(2020)
El disco se estrenó con el sencillo “A Ghost”, el primer adelanto publicado el 3 de junio de 2020. El álbum sale a la venta el 9 de octubre de 2020. Está coproducido por Fran Healy y Robin Baynton, y grabado en RAK Studios durante las navidades del 2019. “10 Songs” es un álbum sobre la forma en que la vida llega al amor y qué hace el amor para vencer diferentes desafíos. Cuenta con colaboraciones como la voz de Susanna Hoffs de The Bangles, los sintetizadores de Jason Lytle de Grandaddy y el lap steel de Greg Leisz.

## Miembros de la banda
- Fran Healy – voz principal, guitarra rítmica (1990–presente)
- Andy Dunlop – guitarra, banjo, teclado, coros (1990–presente)
- Dougie Payne – bajo, coros (1994–presente)
- Neil Primrose – batería, percusión (1990–presente)

Exmiembros
- Geoff Martyn – teclados (1990–1994)
- Chris Martyn – guitarra baja (1990–1994)

## Discografía
Álbumes de estudio:
- Good Feeling (1997)
- The Man Who (1999)
- The Invisible Band (2001)
- 12 Memories (2003)
- The Boy with No Name (2007)
- Ode to J. Smith (2008)
- Where You Stand (2013)
- Everything at Once (2016)
- Live in Glastonbury 99 (2019)
- 10 Songs (2020)
- The Invisible Band Live (2023)
- Travis Rock (2023)